# 靜山小學
靜山小學（英語：Jing Shan Primary School）位於新加坡宏茂桥镇静山区。大僑小學已於2019年併入靜山小學，遷入静山永久校舍。

## 历史

### 靜山小學
青山学校由当地华商和宏茂桥静山村村民出资于1945年创立于该村，创立之初曾是一所华文小学，学校不久后依村名更名为“静山学校”。1950年代，静山学校迁至静山路502号。当时的学生大多来自住在“甘榜”（马来亚半岛的农村）的农民家庭，他们主要使用方言进行交流，不少学校必须步行半小时以上才能到达学校。1965年，学校搬迁至宏茂桥3道。
1982年，因学校董事会没有足够的资源来升级学校以满足政府制定的小学标准，学校被移交政府。学校自此成为一所公立学校；静山学校更名为“静山小学”，音译名称也从方言版的“Chin San School”改为汉语拼音“Jing Shan Primary School”。1997年，静山小学的校舍被拆除并改建于现今校址宏茂桥52街5号。新校舍于2003年7月11日由时任卫生部兼交通部部长兼宏茂桥集选区议员巴拉吉·萨达西万博士正式开幕启用。

### 大僑小學
公立大僑學校于1936年在牛車水桥北路创校，创立之初为一所民办客家华文小学，学校经历多次搬迁。“大”出自学校创始成员的家乡广东“大”埔县，“侨”则指新加坡华“侨”。在日占期间关闭后，学校在罗弄大成重新开放。它于1964年搬迁至Jalan Paya路，并在那里运作至1980年底。1981年，公立大僑學校更名为“大桥小学”、迁至宏茂桥，并成为一所政府学校；其音译名称也从方言版的“Tai Keou School”改为汉语拼音“Da Qiao Primary School”。学校于1982年1月在其位于宏茂桥54街10号的新校舍内开始运营，共设38个班级并收有约1200名学生。大侨小学于1999年12月8日再次迁至宏茂桥54街8号。2000年1月1日，崇文小学并入大侨小学。

### 两校合并
教育部于2017年4月宣布大僑小學将於2019年併入靜山小學，其校徽、校歌、校服及坐落宏茂桥54街8号的校舍则不会受到保留。

## 设施
靜山小學由三座大楼（A、B和C）组成。A座设有食堂、多功能厅、图书馆和门厅。B座由办公室、行政设施、员工室和特殊用途室组成。C座则设大部分教室、实验室和课后托管中心。学校还配备了英式篮球场、篮球场、草场等户外运动设施。

## 著名校友
- 林俊杰：新加坡著名男歌手（1993年畢業）